# NGC 2221
NGC 2221 је спирална галаксија у сазвежђу Сликар која се налази на NGC листи објеката дубоког неба.
Деклинација објекта је - 57° 34' 43" а ректасцензија 6h 20m 15,8s. Привидна величина (магнитуда) објекта NGC 2221 износи 13,0 а фотографска магнитуда 13,9. NGC 2221 је још познат и под ознакама ESO 121-24, AM 0619-573, IRAS 06194-5733, PGC 18833.